# Fúria (álbum de Urias)
Fúria (estilizado em caixa alta) é o álbum de estúdio de estreia da cantora e compositora brasileira Urias, lançado em 13 de janeiro de 2022 pelo selo Mataderos e distribuído pela Altafonte. O álbum foi produzido pela Brabo Music.
Fúria foi precedido pelo extended play (EP) Fúria Pt1 (2021), que inclui cinco faixas,  apresentadas como uma prévia do álbum completo. O álbum reúne colaborações com os artistas Vírus, HODARI, Charm Mone, Monna Brutal e Ebony.

## Lançamento e promoção
Entre 2020 e 2022, Urias lançou diversos singles que posteriormente integrariam seu álbum de estreia. Em 12 de novembro de 2020, foi lançado o primeiro single, “Racha”, faixa que mescla elementos de pop e trap. A canção foi selecionada para a campanha “Vozes Negras” do YouTube, sendo exibida em painéis publicitários na Times Square, em Nova York, e no Olympic Boulevard, em Los Angeles.
Em 23 de março de 2021, lançou o single “Foi Mal”, acompanhado de um videoclipe dirigido por Vinícius Cardoso. Em 28 de maio do mesmo ano, disponibilizou a primeira parte do álbum, intitulada Fúria PT1, junto com o videoclipe da faixa “Peligrosa”, promovendo o extended play.
Em 13 de janeiro de 2022 o álbum foi lançado. O projeto apresenta composições autorais com letras de caráter introspectivo e político, abordando temas como comportamento social, identidade e as vivências da comunidade LGBTQIAPN+. Musicalmente, o disco incorpora influências de R&B, hip hop e outras estéticas urbanas que marcam a identidade sonora da artista.

## Antecedentes e desenvolvimento
Após o lançamento de seu primeiro extended play (EP), intitulado Urias, a cantora iniciou os preparativos para seu primeiro álbum de estúdio. O projeto foi lançado inicialmente em formato de EP, sob o título "Fúria Pt1", em 28 de maio de 2021. Sobre o álbum completo, Urias declarou: 
“Eu sei que no mercado de hoje em dia as pessoas simplificam um bando de singles e fecham o álbum para lançar, mas eu tenho histórias pra contar. Eu quero que escutem e pensem sobre ele, quero que faça as pessoas pensarem alguma coisa. Mesmo que elas estejam requebrando o rabo. Aquele meme da Leona Vingativa: ‘A gente faz uma palhaçadinha, mas parando pra pensar’. Resolvi falar sobre a raiva porque ninguém fala muito sobre esse sentimento. Esse sentimento nos força a ter ações em momentos difíceis. Decidi falar sobre isso porque nunca associam minha imagem e meu recorte à raiva, sempre associam a dó. “Ai coitada, ela é travesti”, isso no imaginário das pessoas. Então pensei, eu não estou assim, estou é com raiva de tudo que acontece comigo e porque acontece comigo e não é culpa minha, não tenho nada a ver com isso, vocês que precisam lidar com isso. Queria que as pessoas entendessem que nós estamos com raiva. Tudo em torno do álbum gira em torno disso, em torno da ‘Fúria’.”— Urias, para Mundo Negro

## Prêmios e indicações
| Ano  | Prêmio                                | Categoria   | Resultado | Ref.  |
| ---- | ------------------------------------- | ----------- | --------- | ----- |
| 2022 | Prêmio Multishow de Música Brasileira | Capa do Ano | Indicada  | [ 8 ] |

## Listas de faixas
| N.º            | Título                                | Compositor(es)                                                      | Produtor(es)   | Duração |  |
| 1.             | "Intro"                               | Urias, Zebu                                                         | Brabo Music    | 0:47    |  |
| 2.             | "Pode Mandar" (com Vírus)             | Urias Vírus Zebu                                                    | Brabo Music    | 2:44    |  |
| 3.             | "Racha"                               | Mafalda Number Teddie Rodrigo Gorky Urias Zebu                      | Brabo Music    | 2:32    |  |
| 4.             | "Foi Mal"                             | HODARIMafalda Rodrigo Gorky Turbotito Urias Zebu                    | Brabo Music    | 2:45    |  |
| 5.             | "Aposta"                              | Charm Mone Mafalda Number Teddie Rodrigo Gorky Urias Zebu           | Brabo Music    | 2:13    |  |
| 6.             | "Cadela"                              | Mafalda Number Teddie Rafael Stefanini Rodrigo Gorky Urias Zebu     | Brabo Music    | 2:16    |  |
| 7.             | "Explícito" (com HODARI)              | Arthur Marques HODARI Ibere Fortes Mafalda Rodrigo Gorky Urias Zebu | Brabo Music    | 2:52    |  |
| 8.             | "Interlude"                           | Mafalda Urias                                                       | Brabo Music    | 0:54    |  |
| 9.             | "Classic" (com Charm Mone)            | Mafalda Number Teddie Urias                                         | Brabo Music    | 2:10    |  |
| 10.            | "Peligrosa"                           | Mafalda Number Teddie Urias                                         | Brabo Music    | 2:29    |  |
| 11.            | "É Tudo Meu"                          | Charm Mone Mafalda Number Teddie Rodrigo Gorky Urias                | Brabo Music    | 3:02    |  |
| 12.            | "Maserati" (com Monna Brutal e Ebony) | Ebony Mafalda Monna BrutalRodrigo Gorky Urias                       | Brabo Music    | 2:48    |  |
| 13.            | "Tanto Faz"                           | Rafael Stefanini Rodrigo Gorky Urias Zebu                           |                | 2:57    |  |
| Duração total: | Duração total:                        | Duração total:                                                      | Duração total: | 30:36   |  |

## Histórico de lançamento
| País   | Data                  | Formato(s)                 | Gravadora | Ref.  |
| ------ | --------------------- | -------------------------- | --------- | ----- |
| Vários | 13 de janeiro de 2022 | Download digital streaming | Mataderos | [ 9 ] |